# Galoislichaam GF(25)
Het galoislichaam (Nederlands) / galoisveld (Belgisch) {\displaystyle \mathrm {GF} (25)}, ook genoteerd als {\displaystyle \mathbb {F} _{25}}, is het eindige lichaam/veld van orde 25, dus met 25 elementen. Het is een uitbreiding van graad 2 van het lichaam/veld {\displaystyle \mathrm {GF} (5)}, dat uit de elementen 0, 1, 2, 3 en 4 bestaat en waarin modulo 5 wordt gerekend. De karakteristiek van {\displaystyle \mathrm {GF} (25)} is daarmee ook 5. De uitbreiding {\displaystyle \mathrm {GF} (25)} kan op verschillende manieren worden geconstrueerd. Dat kan onder meer op de manier waarop de complexe getallen als uitbreiding van de reële getallen worden geconstrueerd door toevoeging van een nieuw element {\displaystyle i} dat voldoet aan {\displaystyle i^{2}+1=0} of door de voorstelling als een lineaire ruimte met vermenigvuldiging, waarbij een algebra wordt ingevoerd.

## Voorstelling
Voeg aan {\displaystyle \mathrm {GF} (5)} een nieuw element  toe.  Aangezien in {\displaystyle \mathrm {GF} (5)} alleen {\displaystyle {\sqrt {2}}} en {\displaystyle {\sqrt {3}}} niet voorkomen,  ligt het voor de hand een van deze wortels toe te voegen. Beide wortels zijn ook wortels van een irreducibel polynoom, van {\displaystyle x^{2}-2} en van {\displaystyle x^{2}-3}. Ook geschikte combinaties als {\displaystyle a+b{\sqrt {2\ }}} of {\displaystyle a+b{\sqrt {3\ }}} met {\displaystyle a,b\in \mathrm {GF} (5)} komen in aanmerking en leiden tot isomorfe uitbreidingen.
Kies {\displaystyle {\sqrt {2}}} als nieuw element. {\displaystyle \mathrm {GF} (25)} bestaat uit de lineaire combinaties van {\displaystyle 1} en {\displaystyle {\sqrt {2\ }}}. Een element {\displaystyle k\in \mathrm {GF} (25)} is dus van de vorm:
{\displaystyle k=k_{1}{\sqrt {2\ }}+k_{0}}
met {\displaystyle \ k_{0}} en {\displaystyle k_{1}\in \mathrm {GF} (5)}
Het nieuwe element {\displaystyle {\sqrt {2\ }}} is geen voortbrenger, maar {\displaystyle \alpha =1+2{\sqrt {2\ }}} wel.
{\displaystyle 21\sim \alpha =1+2{\sqrt {2\ }}}
{\displaystyle 44\sim \alpha ^{2}=4+4{\sqrt {2\ }}}
{\displaystyle 20\sim \alpha ^{3}=2{\sqrt {2\ }}}
{\displaystyle 23\sim \alpha ^{4}=3+2{\sqrt {2\ }}}
{\displaystyle 31\sim \alpha ^{5}=1+3{\sqrt {2\ }}}
{\displaystyle 03\sim \alpha ^{6}=3}
{\displaystyle 13\sim \alpha ^{7}=3+{\sqrt {2\ }}}
{\displaystyle 22\sim \alpha ^{8}=2+2{\sqrt {2\ }}}
{\displaystyle 10\sim \alpha ^{9}={\sqrt {2\ }}}
{\displaystyle 14\sim \alpha ^{10}=4+{\sqrt {2\ }}}
{\displaystyle 43\sim \alpha ^{11}=3+4{\sqrt {2\ }}}
{\displaystyle 04\sim \alpha ^{12}=4}
{\displaystyle 34\sim \alpha ^{13}=4+3{\sqrt {2\ }}}
{\displaystyle 11\sim \alpha ^{14}=1+{\sqrt {2\ }}}
{\displaystyle 30\sim \alpha ^{15}=3{\sqrt {2\ }}}
{\displaystyle 32\sim \alpha ^{16}=2+3{\sqrt {2\ }}}
{\displaystyle 24\sim \alpha ^{17}=4+2{\sqrt {2\ }}}
{\displaystyle 02\sim \alpha ^{18}=2}
{\displaystyle 42\sim \alpha ^{19}=2+4{\sqrt {2\ }}}
{\displaystyle 33\sim \alpha ^{20}=3+3{\sqrt {2\ }}}
{\displaystyle 40\sim \alpha ^{21}=4{\sqrt {2\ }}}
{\displaystyle 41\sim \alpha ^{22}=1+4{\sqrt {2\ }}}
{\displaystyle 12\sim \alpha ^{23}=2+{\sqrt {2\ }}}
{\displaystyle 01\sim \alpha ^{24}=1}

## Discrete logaritme
De bovenstaande inklapbare tabel is eigenlijk een soort logaritmetafel. Het is relatief eenvoudig een macht van {\displaystyle \alpha =1+2{\sqrt {2}}} te berekenen, maar omgekeerd bestaat er voor  het bepalen welke macht van {\displaystyle \alpha } bijvoorbeeld het element {\displaystyle 1+{\sqrt {2}}} is, dus het bepalen van de discrete logaritme {\displaystyle \log _{\alpha }(1+{\sqrt {2}})} geen standaard procedure. Door terugzoeken in de tabel blijkt dat 
{\displaystyle \alpha ^{14}=1+{\sqrt {2\ }}}
{\displaystyle {\sqrt {3\ }}} kan alleen een element van {\displaystyle \mathrm {GF} (25)} zijn als er een macht {\displaystyle m} is van {\displaystyle \alpha } zodat {\displaystyle \alpha ^{2m}=3}. Dan moet
{\displaystyle 2m=\log _{\alpha }3=\log _{\alpha }\alpha ^{6}=6}
dus 
{\displaystyle {\sqrt {3}}=\alpha ^{3}=2{\sqrt {2}}}
Inderdaad is
{\displaystyle (2{\sqrt {2\ }})^{2}=8\equiv 3{\pmod {5}}}

## Vermeningvuldigingstabel
Het galoislichaam {\displaystyle \mathrm {GF} (25)} kan ook als tweedimensionale algebra over {\displaystyle \mathrm {GF} (5)} worden voorgesteld, bestaande uit de 25 punten {\displaystyle (a,b)\sim b+a{\sqrt {2\ }}}. Deze algebra is in de volgende tabel weergegeven.
| 0                              | 1                                | 2                                | 3                                | 4                                |
| {\displaystyle {\sqrt {2\ }}}  | {\displaystyle 1+{\sqrt {2\ }}}  | {\displaystyle 2+{\sqrt {2\ }}}  | {\displaystyle 3+{\sqrt {2\ }}}  | {\displaystyle 4+{\sqrt {2\ }}}  |
| {\displaystyle 2{\sqrt {2\ }}} | {\displaystyle 1+2{\sqrt {2\ }}} | {\displaystyle 2+2{\sqrt {2\ }}} | {\displaystyle 3+2{\sqrt {2\ }}} | {\displaystyle 4+2{\sqrt {2\ }}} |
| {\displaystyle 3{\sqrt {2\ }}} | {\displaystyle 1+3{\sqrt {2\ }}} | {\displaystyle 2+3{\sqrt {2\ }}} | {\displaystyle 3+3{\sqrt {2\ }}} | {\displaystyle 4+3{\sqrt {2\ }}} |
| {\displaystyle 4{\sqrt {2\ }}} | {\displaystyle 1+4{\sqrt {2\ }}} | {\displaystyle 2+4{\sqrt {2\ }}} | {\displaystyle 3+4{\sqrt {2\ }}} | {\displaystyle 4+4{\sqrt {2\ }}} |

## Websites
- Eindige lichamen
- Finite fields.